# Densha otoko - Il ragazzo del metrò
Densha otoko - Il ragazzo del metrò (電車男 ネット発、各駅停車のラブ・ストーリー?, Densha Otoko: Net Hatsu, kakueki teisha no love story, lett. "Il ragazzo del metrò - Storia d'amore, di treni e internet") è un manga del 2005 scritto da Hitori Nakano e disegnato da Hidenori Hara.

## Trama
Un ragazzo estremamente timido, mentre sta tornando a casa in metropolitana, trova il coraggio per difendere una ragazza che stava per essere molestata. La giovane, per ringraziarlo, gli fa recapitare allora a casa una preziosa confezione di tazze Hermès. Dato che il ragazzo non ha alcuna esperienza riguardo al mondo femminile, decide di chiedere aiuto alla rete; la sua storia diventa – contrariamente alle sue aspettative – estremamente popolare e commentata. Il giovane nel frattempo matura e può continuare il suo futuro insieme all'amata.

## Manga

### Volumi
| 1 | 5 aprile 2005 | ISBN 4-091-53211-X | 24 settembre 2006 |
| 1 | Capitoli - 1. La nascita di Densha otoko - 2. La chiamo? Non la chiamo? - 3. Avanti così, Densha otoko! - 4. Ormai è finita... - 5. L'avventura di Densha otoko - 6. Finisce così... - 7. Vuoi che finisca così? - 8. Il sospiro di Densha otoko - 9. Lei ti piace? |                    |                   |
| 2 | 3 giugno 2005 | ISBN 4-091-53212-8 | 21 novembre 2006  |
| 2 | Capitoli - 10. Buon riposo, uomo del treno! - 11. Tutto bene? - 12. Densha otoko, in alto, nel cielo - 13. Mi piaci! - 14. Qualcuno me lo insegni... - 15. Densha si monta la testa - 16. Ecco, gliel'ho detto... - 17. Sperare - 18. Sfida decisiva                |                    |                   |
| 3 | 5 settembre 2005 | ISBN 4-091-53213-6 | 21 dicembre 2006  |
| 3 | Capitoli - 19. 4 maggio - 20. Densha otoko depresso - 21. In un posto del genere... - 22. 8 maggio - 23. Sono a casa - 24. Non dimenticarlo, Densha! - 25. Le lacrime di Densha - 26. Grazie... - Capitolo finale. La partenza di Densha                            |                    |                   |